# Acronicta radoti
Acronicta radoti är en fjärilsart som beskrevs av Le Cerf 1924. Acronicta radoti ingår i släktet Acronicta och familjen nattflyn. Inga underarter finns listade i Catalogue of Life.